# Kashima, Saga
Kashima (鹿島市 Kashima-shi, Lộc Đảo) là một thành phố thuộc tỉnh Saga, Nhật Bản.

## Địa lý
Kashima nằm cách thành phố Saga khoảng 60 km về phía tây nam, giáp với biển Ariake ở phía đông, Nagasaki phía tây nam.
- Núi: Núi Kyōga (1076 m), Núi Jōdo (501 m), Núi Kotoji (501 m), Núi Gibi (198 m)
- Sông: Sông Shiota, sông Kashima, sông Hama, sông Naka

## Người nổi tiếng
- YUKI, một nửa của bộ đôi BENNIE K
- Arimori Narimi, diễn viên